# Krasnoricika, Volodarsk-Volînskîi
Krasnoricika (în ucraineană Краснорічка) este un sat în comuna Nebij din raionul Volodarsk-Volînskîi, regiunea Jîtomîr, Ucraina.

## Demografie
Componența lingvistică a localității Krasnoricika
     Ucraineană (97,37%)
Conform recensământului din 2001, majoritatea populației localității Krasnoricika era vorbitoare de ucraineană (97,37%), existând în minoritate și vorbitori de polonă (2,63%).